# Highlife
Highlife é um gênero musical que veio de Gana, Serra Leoa e Nigéria nos anos 1920 que incorporou a tradicional nona na harmonia das canções, assim como a melodia e o ritmo da música tradicional Akan e mesclou a instrumentos da música popular ocidental. Se espalhou para os outros países da África Ocidental. É muito popular na Libéria e todos falando Inglês-África Ocidental, embora pouco tenha sido produzido em outros países, devido aos desafios econômicos provocados por guerras e instabilidade. Joromi é um sub-gênero.
O Highlife era associado a aristocracia local durante o período colonial. Em torno de 1930, o Highlife se espalhou para países como Serra Leos, Libéria, Gâmbia e Nigéria por meio dos trabalhadores de Gana, assim como outros países do oeste do continente africano onde o gênero agora é muito popular.  
Caracteriza-se por alguns trompetes de cores chamativas e múltiplas guitarras. Também adquiriu recentemente sons de sintetizadores (Daddy Lumba).
A guitarra arpegiada característica do gênero se deu por influência do guitarrista Afro-Cubano Guajeo. O padrão de ataques pontuais é praticamente idêntico ao padrão rítmico 3-2 da clave cubana(instrumento)  como exemplificado na imagem. 

## Descrição
Highlife é caracterizado por instrumentos de sopro (com tendencias de jazz) e várias guitarras que lideram a banda. Recentemente, adquiriu um uptempo, som controlado por sintetizador.

Top: clave. Bottom highlife guitar part.

Saka Acquaye and His African Ensemble são apresentados no Nonesuch Explorer Series album Ghana: High-Life & Other Popular Music (Vozes da África: High-Life e Outras Músicas Populares 1969/2002).
Entre os artistas mais destacados encontramos:
- Fela Kuti
- Saka Acquaye and His African Ensemble
- Dr. Sir Warrior
- S. E. Rogie
- Koola Lobitos
- The African Brothers Band
- A.B. Crentsil
- George Darko
- Charles Amoah (singer)
- Solomon Ilori
- Rex Lawson
- Prince Nico Mbarga
- Jerry Hansen and The Ramblers
- E.T. Mensah
- Osibisa
- The Sweet Talks
- The Tempos
- Pat Thomas
- Aaron Bebe Sukura
- Daddy Lumba
- Bolga Zohdoomah
- King Bruce
- Nana Kwame Ampadu
- Rex Gyamfi
- Alhaji K. Frimpong
- Amakye Dede
- Paapa Yankson
- Celestine Ukwu
- 'Sir' Victor Uwaifo
- Oriental Brothers International